# The Grand Tour (programa de televisión)
The Grand Tour (El Gran Tour) es una serie británica de televisión automovilística para Amazon Video presentada por Jeremy Clarkson, Richard Hammond y James May y producida por Andy Wilman.
Los cuatro acordaron producir la serie después de sus salidas de la serie de la BBC Top Gear con un acuerdo inicial de 36 episodios en tres años. Los episodios están programados para ser lanzados semanalmente a aquellos con cuentas de Amazon Prime en el Reino Unido, Estados Unidos, Alemania, Austria y Japón, comenzando el 18 de noviembre de 2016. En los días posteriores al lanzamiento se convirtió en el episodio de estreno más visto de Amazon Video. A partir de diciembre de 2016, la muestra se puso a disposición de otros 195 países y varios territorios. Las repeticiones de la temporada 1 comenzaron a transmitirse en las emisoras tradicionales a finales de 2017.
El 11 de julio de 2017 se publicó un avance de la temporada 2, que incluye un Mercedes AMG GT R, un Ripsaw EV-2, un McLaren 720S, un Bugatti Chiron, un Audi TT RS, un Rimac Concept One, un avión americano Grumman AA-5 y transporte de personal blindado visitando el Dubai Mall. Un segundo tráiler, lanzado el 1 de noviembre de 2017, presentó un Lamborghini Aventador S, Honda NSX, Ariel Nomad y Kia Stinger GT. La temporada 2 filmó sus segmentos de estudio los miércoles entre octubre y diciembre de 2017. La tercera temporada comenzó a transmitirse el 18 de enero de 2019.

## Formato
El formato pretendido era inicialmente para películas de televisión individuales, utilizando la grabación de ubicación sin segmentos de estudio, pero después de que el título revelara se anunció que habrá segmentos de estudio filmados en tiendas de campaña grandes en varios lugares. El CEO de Amazon Jeff Bezos describió el acuerdo como "muy, muy, muy caro", sin llegar a dar una cifra exacta del presupuesto presentado para el proyecto, a su vez preguntaron al presentador Jeremy Clarkson en una entrevista de la plataforma Youtube y éste decía que desconocía a su vez el presupuesto. W. Chump & Sons es la productora del programa y Amazon está distribuyendo el programa.
La grabación de estudio para la temporada 1 comenzó en Johannesburgo, Sudáfrica el 17 de julio de 2016. La grabación en los Estados Unidos tuvo lugar el 25 de septiembre de 2016 en el sur de California, con más grabaciones en Nashville el 21 de noviembre de 2016. La grabación de estudio en el Reino Unido tuvo lugar en Whitby el 13 de octubre de 2016, con otras grabaciones que tuvieron lugar en el lago Ness en diciembre de 2016. La grabación adicional en estudio tuvo lugar en Róterdam el 22 de octubre de 2016 y en Laponia el 3 de noviembre de 2016. Stuttgart (Ludwigsburg) también fue un lugar de rodaje. La filmación final del estudio tuvo lugar en Dubái en diciembre de 2016. A lo largo de estas distintas localizaciones, los productores de la serie supieron incorporar detalles y referencias al lugar en donde se encontraban, por ejemplo mediante la sección "Street Conversation".

## Características

### Pista de pruebas

"Eboladrome" Pista de prueba en RAF Wroughton

El programa tiene una pista de prueba dedicada llamada "Eboladrome", en la antigua RAF Wroughton. Clarkson afirma en el primer episodio que el nombre se debe a su forma que se asemeja a la estructura del virus del Ébola.
Está diseñado para "disparar autos", según Clarkson. Los nombres de las secciones incluyen "La no recta", "Tu nombre aquí", "Casa de la anciana", "Subestación" y "Campo de ovejas". En el primer episodio, se dijo que la pista había sido modificada tras el descubrimiento de una bomba de la Segunda Guerra Mundial sin explotar.
Los autos son probados por el piloto de NASCAR Mike Skinner, conocido como "The American", que considera que todo lo que no sea estadounidense, motor delantero y V8 funciona como "comunista". Según los presentadores, Amazon insistió en que el conductor fuera estadounidense, por lo que Skinner fue contratado. Mientras hace una vuelta, Skinner hace comentarios sarcásticos sobre el coche y los presentadores. Skinner no regresará para la segunda temporada.
Antes del primer episodio, el tablero de vuelta había sido poblada previamente con una selección de 10 autos, y las vueltas no se mostraban, solo los tiempos. El primer automóvil que se mostró como conducido por Skinner, con un tiempo de vuelta en pantalla, fue un BMW M2 2016 registrando un tiempo de 1:26.2 segundos. La pista también se utiliza para el rodaje general y las pruebas de The Grand Tour, lo que significa que otros vehículos, como un Ferrari 488 utilizado en el episodio uno, pueden aparecer en la pista, pero tampoco están cronometrados.
| Automóvil                      | Tiempo | Condición | Episodio    |
| ------------------------------ | ------ | --------- | ----------- |
| McLaren Senna                  | 1:12.9 |           | 25          |
| NIO EP9                        | 1:15.0 |           | 30          |
| Aston Martin Vulcan            | 1:15.5 |           | 2           |
| McLaren 650S                   | 1:17.9 |           | No mostrado |
| Audi R8 V10 Plus               | 1:19.2 |           | No mostrado |
| Porsche 911 GT3 RS             | 1:20.4 |           | 4           |
| Nissan GT-R                    | 1:21.2 |           | No mostrado |
| Porsche 911 C2S                | 1:21.4 |           | No mostrado |
| BMW M4 GTS                     | 1:22.4 |           | 4           |
| Porsche 718 Boxster S          | 1:23.4 |           | No mostrado |
| BMW M5                         | 1:24.2 |           | No mostrado |
| BMW M3                         | 1:24.3 |           | No mostrado |
| Honda NSX                      | 1:26.0 | Mojado    | 9           |
| BMW M2                         | 1:26.2 |           | 1           |
| Alfa Romeo Giulia Quadrifoglio | 1:27.1 | Mojado    | 10          |
| Honda Civic Type-R             | 1:28.2 |           | No mostrado |
| Ford Focus RS                  | 1:28.4 |           | 6           |
| Lexus GS-F                     | 1:29.6 | Húmedo    | 12          |
| Ford Mustang GT                | 1:29.6 |           | 6           |
| Ford Fiesta ST200              | 1:32.8 |           | No mostrado |
| Fiat Abarth 124 Spider         | 1:33.7 | Mojado    | 11          |

### Conversaciones de la Calle
El trío habla de noticias sobre autos. Las bromas en ejecución incluyen la información personal íntima de Hammond "pública", y se corta a Clarkson después de preguntar "¿Puedo hablar sobre ...?" antes de que Hammond o May introduzcan el siguiente segmento; con frecuencia, el tema que intenta plantear es Alfa Romeo y sus autos nuevos. La introducción de video al segmento muestra a los hombres, en silueta hablando animadamente: en cada episodio las siluetas cambian de varias maneras.

### Chiste recurrente
La serie incluye varios chistes recurrentes. Durante los títulos iniciales de cada episodio, se destruye un robot de cámara. Desde el episodio tres en adelante, uno de los nombres de los presentadores siempre se ve mal escrito durante la apertura. En "Celebrity Brain Crash", los invitados famosos son "asesinados" con humor en un accidente mientras se dirigían a la carpa. Después de cada "muerte", May pregunta "¿Eso significa que no van a venir entonces?" a lo que Hammond le dice "No James, no van a venir" mientras que sin rodeos esboza como de "muerta" está la celebridad. Este elemento del espectáculo refleja los esfuerzos de la BBC para evitar que The Grand Tour entreviste a invitados famosos, como había sido el enfoque del segmento de Top Gear "Estrella en un automóvil a un precio razonable". El 16 de noviembre de 2017 se anunció que "Celebrity Brain Crash" no volvería y será reemplazado para la temporada 2 por "Celebrity Face Off" debido a, según han manifestado los presentadores, que la audiencia no apreciaba mucho este apartado. Por los primeros 4 episodios que se han emitido, la sección recuerda bastante al antiguo apartado de Top Gear bajo un ligero cambio de formato. Dos famosos, un Británico y un Americano del mismo círculo profesional o parecido, compitiendo para averiguar quien de los dos es mejor, basándose en el tiempo obtenido con un único coche, un Jaguar F-Type. El personaje más destacado de esta sección hasta el momento es David Hasselhoff, quién compitió contra Ricky Wilson. Al perder frente a Ricky Wilson, David Hasselhoff dijo: "Básicamente soy un actor, no soy un buen piloto pero cuando conduzco me veo bien haciéndolo". Con el paso del tiempo de los episodios, el público expresará su simpatía por este nuevo formato, dado a entender por el cambio respecto a la primera temporada, que si no se obtiene un resultado agradable se volverá a cambiar.

## Episodios
Fuente: IMDb 
| Temporada 1 | Temporada 1                      | Temporada 1                                | Temporada 1                                                       | Temporada 1 |
| Episodio    | Título                           | Ubicación de la tienda                     | Automóviles                                                       | Fecha Estreno y Sinopsis |
| ----------- | -------------------------------- | ------------------------------------------ | ----------------------------------------------------------------- | --- |
| 1           | La Santa Trinidad                | Lucerne Valley, California, Estados Unidos | McLaren P1, Porsche 918, LaFerrari, BMW M2                        | (18 de noviembre de 2016) - Clarkson, Hammond y May lanzan su nuevo programa con una película que muestra a Clarkson saliendo de la sede de la BBC (una referencia a él dejando "Top Gear"), y dejando Londres para volar a Los Ángeles donde conoce a Hammond y May. Cuando Hothouse Flowers tocan "I Can See Clearly Now", el trío conduce Ford Mustangs a través del desierto de California hasta Rabbit Dry Lake, acompañado de una gama de automóviles y un sobrevuelo del equipo Breitling Jet Team. Luego de una secuencia en la que saludan a la audiencia y a los espectadores, y presentan la carpa, la primera función muestra a los tres presentadores probando tres hipercars híbridos; con Clarkson en el McLaren P1, Hammond en el Porsche 918 y May en el Ferrari LaFerrari en el Circuito Internacional de Algarve en Portugal. Más tarde, Clarkson presenta la nueva pista de prueba del espectáculo, el "Eboladrome" con vueltas por un Ferrari 488 y luego prueba un BMW M2. Jeremy Renner, Armie Hammer y Carol Vorderman son todos "asesinados" humorísticamente antes de poder participar en el espectáculo. Volviendo a Portugal, Jérôme d'Ambrosio realiza vueltas cronometradas en los hipercars. El episodio termina con Hammond y May declarando que demolerán la casa de Clarkson por perder una apuesta: que el McLaren P1 sería el más rápido en una vuelta cronometrada y vencería al Porsche 918 y LaFerrari.               |
| 2           | Operation Desert Stumble         | Johannesburgo, South Africa                | Aston Martin Vulcan, Audi S8 Plus                                 | (25 de noviembre de 2016) - La tienda se encuentra en la reserva natural de Cradle of Humankind con vistas a Johannesburgo. Los presentadores discuten sobre el presidente de Sudáfrica, Jacob Zuma, la controversia de la piscina para incendios del complejo de Nkandla y el robo de autos. Clarkson prueba el Aston Martin Vulcan en el Eboladrome. El productor Andy Wilman envía a los presentadores al Centro de Entrenamiento de Operaciones Especiales del Rey Abdullah II (KASOTC) fuera de Amán, Jordania, para un ejercicio de entrenamiento militar estilo SAS. El constructor de autos Johan Ackermann muestra su réplica auto construida de un Sauber Mercedes C9. May visita Soweto para participar en el automovilismo sudafricano de "Spinning", donde los autos generan humo al realizar donas puestas a la música rap hasta que las llantas explotan. Una persona presentada como actriz Charlize Theron es atacada por un león y "muerta". Finalmente los presentadores regresan a KASOTC en Jordania para revisar un Audi S8 Plus mientras rescatan a un VIP y los transportan a la "Embajada Británica".. |
| 3           | Ópera, arte y donas              | Whitby, Inglaterra, Reino Unido            | Rolls-Royce Dawn, Aston Martin DB11, Dodge Challenger SRT Hellcat | (2 de diciembre de 2016) - La tienda está en el muelle del puerto de Whitby en North Yorkshire. Los presentadores van "Grand Touring" en Italia con May en el Rolls-Royce Dawn, Clarkson en el Aston Martin DB11 y Hammond en el Dodge Challenger SRT Hellcat. El recorrido de Clarkson y May comienza en la carrera de caballos Palio di Siena, antes de ver La pintura del Nacimiento de Venus en la Galería Uffizi en Florencia. Clarkson y Hammond se disputan el Circuito de Mugello. En la tienda, los presentadores discuten sobre el azabache Whitby. Al regresar a Italia, Hammond visita el Museo Lamborghini mientras que Clarkson y May ven a Carmen en la Arena de Verona, en la Piazza Bra. El recorrido continúa por la Piazza dei Signori, Vicenza y termina en la laguna de Venecia. Simon Pegg "cae a la muerte" desde puente giratorio Whitby. Clarkson presenta su visión de los vehículos automatizados. Cumpliendo su apuesta del episodio uno, Hammond y May destruyen la casa de Clarkson en Diddly Squat Farm en Chadlington, Oxfordshire. |
| 4           | Ambien-Metal                     | Whitby, Inglaterra, Reino Unido            | Porsche 911 GT3 RS, BMW M4 GTS                                    | (9 de diciembre de 2016) - Clarkson revisa el Porsche 911 GT3 RS y lo compara con el BMW M4 GTS en el Eboladrome; a pesar de criticar al M4 GTS por sacrificar la comodidad sin un aumento general en el rendimiento, lo declara ganador simplemente porque Hammond posee un GT3 RS. Los presentadores viajan al sur de Gales y se propusieron fabricar carrocerías más ecológicas utilizando la plataforma de un Land Rover Discovery. Toman un viaje por carretera de 11 millas a una pista de tierra, donde compiten contra tres autos normales. La idea de las carrocerías respetuosas con el medio ambiente se abandona después de que el carro de carnicería de Clarkson está infestado de gusanos, el coche de jardín de Hammond se incendia y el coche de lodo y heno de May se derrumba. Jimmy Carr es el invitado de "Celebrity Brain Crash", pero su jet ski colisiona con un bote camino a la carpa. Para completar el tiempo, los presentadores presentan un Audi TT Mk1 Quattro con Hammond escondido detrás del parachoques trasero para mostrar una nueva técnica de contrabando utilizada por inmigrantes ilegales, así como el uso de Hammond como un sensor de estacionamiento improvisado. |
| 5           | Moroccan Roll                    | Róterdam, Holanda                          | Mazda MX-5, Zenos E10S, Alfa Romeo 4C Spider                      | (16 de diciembre de 2016) - La carpa está en el Puerto de Róterdam. Para resolver una disputa sobre el mejor roadster asequible, los presentadores van a Marrakech, Marruecos con Hammond en un Mazda MX-5, May en un Zenos E10S y Clarkson en un Alfa Romeo 4C Spider. Durante el viaje, Clarkson se detiene repentinamente debido a un calambre en la pierna mientras conduce el 4C. Más tarde, reta a Hammond y May a pesar sus autos para demostrar que el 4C es más liviano, utilizando una báscula improvisada y carcasas de animales como contrapeso. La báscula se rompe justo cuando Hammond está a punto de sacar el MX-5 de ella, y se ordena a la tripulación que abandone el lugar debido al uso de cadáveres de animales. Clarkson y el equipo de filmación dejan Hammond y May para concentrarse en el 4C. Los presentadores se detienen en Atlas Corporation Studios en Uarzazat para realizar vueltas cronometradas con sus autos. Hammond gana, a pesar de chocar contra una estatua egipcia. También en el episodio, Hammond y May juegan un juego explosivo de batalla naval usando viejos autos antiguos como "barcos" y varios G-Wizes como "misiles". La banda holandesa Golden Earring actúa en vivo fuera de la carpa, pero se electrocutan en el escenario. Para completar el tiempo, Clarkson usa un motor V-8 para inflar una muñeca hinchable.                                                                                  |
| 6           | Feliz Navidad Finlandesa         | Saariselkä, Laponia, Finland               | Ford Mustang GT, Ford Focus RS                                    | (23 de diciembre de 2016) - La tienda está en los bosques de Saariselkä. En el Puerto de Londres, Hammond da la bienvenida al nuevo Ford Mustang GT con volante a la derecha y le da una vuelta por Londres y Stonehenge antes de que llegue Clarkson y argumenta que Mustang no tiene cabida en Gran Bretaña y que el Ford Focus RS es mejor opción. Esto se intensifica a una persecución entre ambos autos hasta Cheddar Gorge. El Mustang supera al Focus en una carrera de resistencia aerodinámica, pero es más lento alrededor del Eboladrome. En "Conversation Street", Clarkson y May debaten sobre qué confitería crea más desorden en un automóvil: un Flake o un Double Decker (barras de chocolate). Una persona introducida como un borracho Kimi Räikkönen llega a la tienda para "Celebrity Brain Crash", pero se derrumba por beber demasiado vodka y se la deja morir en las temperaturas árticas. Para completar el tiempo, los presentadores presentan su "Gruta de Santaland", donde hablan sobre sus ideas para regalos navideños, que consisten principalmente en artículos de uso cotidiano con los logotipos de los fabricantes de automóviles. May presenta a Bob Geldof a través de una tableta en un telerobot doble. Luego habla sobre la histórica rivalidad de 24 Horas de Le Mans entre Ford y Ferrari, que dio origen al Ford GT40 y al Ferrari P3.                                                                         |
| 7           | The Beach (Buggy) Boys - Parte 1 | Namibia (sin público)                      | Ninguno                                                           | (30 de diciembre de 2016) - Los presentadores son desafiados por su productor, Andy Wilman, quien desea demostrar que los buggies de playa son vehículos deficientes. Su desafío es conducir mil millas (1.600 km) a lo largo de la Costa de los Esqueletos de Namibia en tres buggies de playa, cada uno construido según sus especificaciones personales, pero todos derivados del Volkswagen Beetle. Después de 36 horas de ir a ninguna parte, los presentadores acampan junto al naufragio de Eduard Bohlen antes de aventurarse en el desierto de Namib. El trío sube y baja varias dunas y viaja a través de un terreno áspero antes de llegar a una carretera. El buggy de Clarkson se descompone y es abandonado por Hammond y May, quienes llegan a Windhoek para tomarse una cerveza mientras Clarkson lucha contra los problemas de sobrecalentamiento en su camino a la ciudad. |
| 8           | The Beach (Buggy) Boys – Parte 2 | Namibia (sin tienda)                       | Ninguno                                                           | (31 de diciembre de 2016) - Clarkson finalmente llega a Windhoek para reunirse con Hammond y May y prepararse para la segunda etapa de su viaje a la frontera entre Namibia y Angola. El camino áspero pasa factura a los carritos de Clarkson y May hasta que May sugiera que continúen fuera de la carretera, lo que termina siendo un terreno peor y terminan en arena más blanda antes de regresar a la carretera. Después de que el trío establece el campamento, May intenta sabotear el buggy de Clarkson cuando accidentalmente prende fuego al frente de su propio automóvil. Con un tercio de una milla de distancia de la frontera, los presentadores crean una línea de teleférico para cruzar a través de un río infestado de cocodrilos. Clarkson y May cruzan con éxito, pero Hammond está atascado a 200 metros de la portería. Debido a esto, Clarkson concluye que su falla ha demostrado que Wilman tiene razón. |
| 9           | Berks to the Future              | Ludwigsburg, Stuttgart, Alemania           | Honda NSX                                                         | (6 de enero de 2017) - La carpa se encuentra en el patio del Palacio de Ludwigsburg, cerca de Stuttgart, donde Clarkson elogia a Alemania como la "cuna del automóvil". May revisa el nuevo Honda NSX en el Eboladrome. Clarkson fusiona el cuerpo de un MGB Roadster de 1978 con el chasis de un Land Rover Discovery para hacer un vehículo utilitario deportivo (SUV) "adecuado", pero cuando el cuerpo MG se cae, lo reemplaza con un Mercedes-Benz SL de 1980 y lo bautiza como "El Excelente". Luego le da a Hammond y a May una vuelta en el Cobham Training Center del Chelsea Football Club antes de exhibirlo en la subasta de autos de Coys of Kensington, donde obtiene £ 4,000 (cuesta £ 14,000). Una figura humana presentada como la cantante alemana Nena es llevada fuera del patio por 99 globos rojos. Los presentadores desarrollan medios alternativos para recargar las baterías de los teléfonos móviles. Luego puede demostrar cuánta potencia genera un gimnasio para recargar un G-Wiz. Hammond prueba su mano en camionetas "Bug Out" posapocalípticas, hechas de un Volkswagen Transporter T25; Ford Transit Mk.3 y un Alvis Stalwart, pero no pasa mucho tiempo antes de que Clarkson y May destruyan sus creaciones con una granada propulsada por cohetes, tanques Scimitar y Challenger 2 y una pistola naval Mark 8 de 4,5 pulgadas en el HMS Richmond.                                                                     |
| 10          | Dumb Fight at the O.K. Coral     | Nashville, Tennessee, Estados Unidos       | Alfa Romeo Giulia Quadrifoglio                                    | (13 de enero de 2017) - La tienda se encuentra en Nashville frente al río Cumberland. Clarkson conduce el Alfa Romeo Giulia Quadrifoglio en Gales y en el Eboladrome. Luego, los presentadores viajan a Barbados para resolver el problema de los arrecifes de coral que mueren arrojando cinco carcasas al océano, pero pierden cuatro de los automóviles, un bote y una balsa debido a sus numerosos percances. Finalmente, llevan un Land Rover al océano antes de que Clarkson abandone a sus compañeros para perseguir a un trimarán. Llegan al sitio del arrecife y hunden el Land Rover. El exvocalista de AC/DC Brian Johnson es abordado y pisoteado hasta la muerte por los jugadores de fútbol americano en su camino hacia la carpa antes de que los presentadores instiguen un choque verbal con el público sobre el significado de la palabra "fútbol". |
| 11          | Lecciones de Italiano            | Lago Ness, Escocia, Reino Unido            | Fiat Abarth 124 Spider                                            | (20 de enero de 2017) - La tienda está en la orilla del lago Ness. La prueba de Hammond conduce al nuevo Fiat Abarth 124 Spider en el Eboladrome. Para demostrar que un Maserati de segunda mano con un precio inferior a £8,000 es una compra mejor que un Ford Focus usado, los presentadores viajan al Circuit de Croix-en-Ternois en Francia para una serie de pruebas con los Maserati Biturbo S Coupé de Clarkson, 430 Saloon de Hammond , y Zagato Spyder de May. Debido a que May se lesionó su brazo derecho antes del desafío, compró una variante automática. Los presentadores se embarcan en un viaje por el norte de Francia antes de regresar a Inglaterra a través del puerto de Le Havre, y el perdedor vende su Maserati. El Biturbo de Clarkson muere, pero continúa la carrera con él en una grúa. Llega al puerto del ferry, pero descubre que su Biturbo se cayó de la grúa mientras perseguía a Hammond. May lanza su Spyder hacia un bote y se estrella de manera espectacular. Los presentadores concluyen que comprar un Maserati de segunda mano dará como resultado un 66% de probabilidad de que funcione. Para "Celebrity Brain Crash", Chris Hoy se dirige hacia la carpa, pero su bote choca contra una mina submarina. Para completar el tiempo, Clarkson usa a un hombre búlgaro para demostrar un nuevo sistema de manos libres para cualquier automóvil y una mujer tailandesa como asiento trasero de masaje económico. |
| 12          | [censurado] a [censurado]        | Lago Ness, Escocia, Reino Unido            | Lexus GS-F, Bentley Bentayga, Range Rover, Jaguar F-Pace          | (27 de enero de 2017) - La tienda permanece en el extremo oeste del lago Ness porque Hammond y May están convencidos de que el Monstruo del Lago Ness está sumergido en el agua. La prueba de Clarkson conduce el Lexus GS-F en el Eboladrome, pasando por delante de muchas figuras parecidas a animales. Los presentadores viajan a Wank, Alemania, donde May en un Bentley Bentayga, Clarkson en un Range Rover, y Hammond en un Jaguar F-Pace planifican un viaje por carretera en la Ruta Romántica a través de Kissing, Baviera, luego Petting, Baviera, a Fucking, Austria. Después de pasar la prisión de Landsberg y pasar la noche en Fucking, Clarkson y Hammond sugieren a May que se salten Wedding (Berlín) y se dirijan a Nürburgring. Un error en el reconocimiento de voz del sistema de navegación de May los lleva al Norisring de Núremberg, después de lo cual el trío encuentra una cantera para realizar vueltas cronometradas. Clarkson hace trampas trepando una colina y cruzando el agua para vencer a Hammond y May en dos minutos. Tim Burton cruza Loch Ness en un mini submarino, que implosiona antes de llegar a la tienda. Durante los anuncios finales se ve un objeto misterioso que se eleva desde el lago en el fondo. |
| 13          | Pasado v Futuro                  | Dubái, Emiratos Árabes Unidos              | Volkswagen Golf GTI, BMW i3                                       | (3 de febrero de 2017) - La tienda está en Dubái. Clarkson compara su Volkswagen Golf GTI con el BMW i3 de mayo con una carrera de resistencia aerodinámica en una pista de aterrizaje y un viaje por carretera desde Londres a Dartmoor para asistir a un concierto de Roger Daltrey y Wilko Johnson. Clarkson y Hammond hacen que May pase el rato con "winchers" que conducen sus 4x4 en el barro. Para "Celebrity Brain Crash", el corredor de F1 Daniel Ricciardo conduce un aerodeslizador hacia la tienda, pero se estrella antes de ser absorbido por el ventilador del aerodeslizador. Hammond vence al Bugatti Veyron en una carrera de resistencia con el Porsche 918 Spyder, pero pierde rápidamente un Nissan Patrol de 1900 caballos de fuerza. Más tarde, viaja a los campos de pruebas de Michelin en Francia para aprender a flotar. Luego debe demostrar sus habilidades contra dos vagabundos profesionales, Bartek Ostałowski y Conor Shanahan, de 13 años, en Rockingham Motor Speedway. May termina el episodio con una serie de tomas de Clarkson y Hammond que intentan desviar los autos. |

| Temporada 2 | Temporada 2               | Temporada 2            | Temporada 2                                           | Temporada 2 |
| Episodio    | Título                    | Ubicación de la tienda | Automóviles                                           | Fecha Estreno y Sinopsis |
| ----------- | ------------------------- | ---------------------- | ----------------------------------------------------- | --- |
| 1           | Pasado, presente o futuro | Cotswold, Inglaterra   | Lamborghini Aventador S, Honda NSX, Rimac Concept One | (8 de diciembre de 2017) - La tienda se encuentra ahora en Cotswolds y permanecerá allí mientras dure la temporada. Para determinar si el pasado, presente o futuro del automovilismo es mejor, los presentadores visitan Suiza con Clarkson en un Lamborghini Aventador S que representa el pasado, May en un Honda NSX híbrido que representa el presente y Hammond en un Rimac Concept One completamente eléctrico representando el futuro. Hammond inicialmente lleva al trío a un retiro de salud y a algunos museos cercanos a un punto de carga para su auto, pero May y Clarkson lo rechazan y van a una carrera de escalada en su lugar. Como no puede caber en su automóvil mientras usa un casco obligatorio, Clarkson engaña y envía un piloto de prueba en su lugar, quien marca el mejor tiempo de los tres. Hammond choca después de completar el recorrido, destruyendo el Rimac en un incendio. Las imágenes tomadas de YouTube muestran que los restos se han extinguido y que Hammond fue trasladado en helicóptero al hospital. Celebrity Brain Crash es reemplazado por Celebrity Face Off, en el cual David Hasselhoff (representante de EE. UU.) Y el cantante Ricky Wilson (representante de Yorkshire) compiten por el mejor tiempo de vuelta en una nueva pista en Jaguar F-Type con Wilson configurando el tiempo más rápido. |
| 2           | Los chicos de otoño       | Cotswold, Inglaterra   | Ford GT, Mercedes AMG GT R                            | (15 de diciembre de 2017) - Los presentadores corren desde Central Park en Manhattan, Nueva York, a una torre de observación con vistas a las Cataratas del Niágara. Clarkson conduce un Ford GT mientras que May y Hammond (con muletas tras haberse roto la pierna en el accidente) utilizan el transporte público. Después de que Hammond y May completen su viaje utilizando el metro de la ciudad de Nueva York, AirTrain JFK, un JetBlue Embraer E190, más dos autobuses Niagara Frontier Transportation Authority, descubren que Clarkson los ha golpeado con el automóvil. Clarkson revisa el Mercedes AMG GT R después del cual el nuevo piloto de pruebas Abbie Eaton lo toma para una vuelta cronometrada. Kevin Pietersen y Brian Wilson compiten durante Celebrity Face Off, grabando dos nuevos tiempos más rápidos con Pietersen ganando en general. |
| 3           | Bah HumBug-atti           | Cotswold, Inglaterra   | Kia Stinger GT, Bugatti Chiron                        | (22 de diciembre de 2017) - . |
| 4           | Improvisado               | Cotswold, Inglaterra   | McLaren 720S, Audi TT RS, Ariel Nomad                 | |

## Producción
El formato de los segmentos en el programa es el resultado de la necesidad de garantizar la diferenciación del trabajo anterior del equipo en Top Gear para la BBC. El programa se presenta a partir de un par de tiendas de campaña grandes en un Grand Tour en todo el mundo. Los presentadores se sientan alrededor de una mesa de caballete, con la audiencia del estudio sentada frente a ellos. El segmento "conversación de la calle" permite la discusión de los eventos actuales en el momento de la filmación. Los tiempos de vuelta se muestran en un marcador electrónico. Un controlador de prueba recurrente utilizado para los tiempos por vuelta es un personaje de NASCAR con nombre, que representa un acento de campesino sureño estereotipado y puntos de vista, y propenso al habla tangencial. Todos los invitados famosos reservados para el segmento "Celebrity Brain Crash" se muestran "asesinados" antes de que puedan ser entrevistados por los presentadores.

### Nombrando la serie

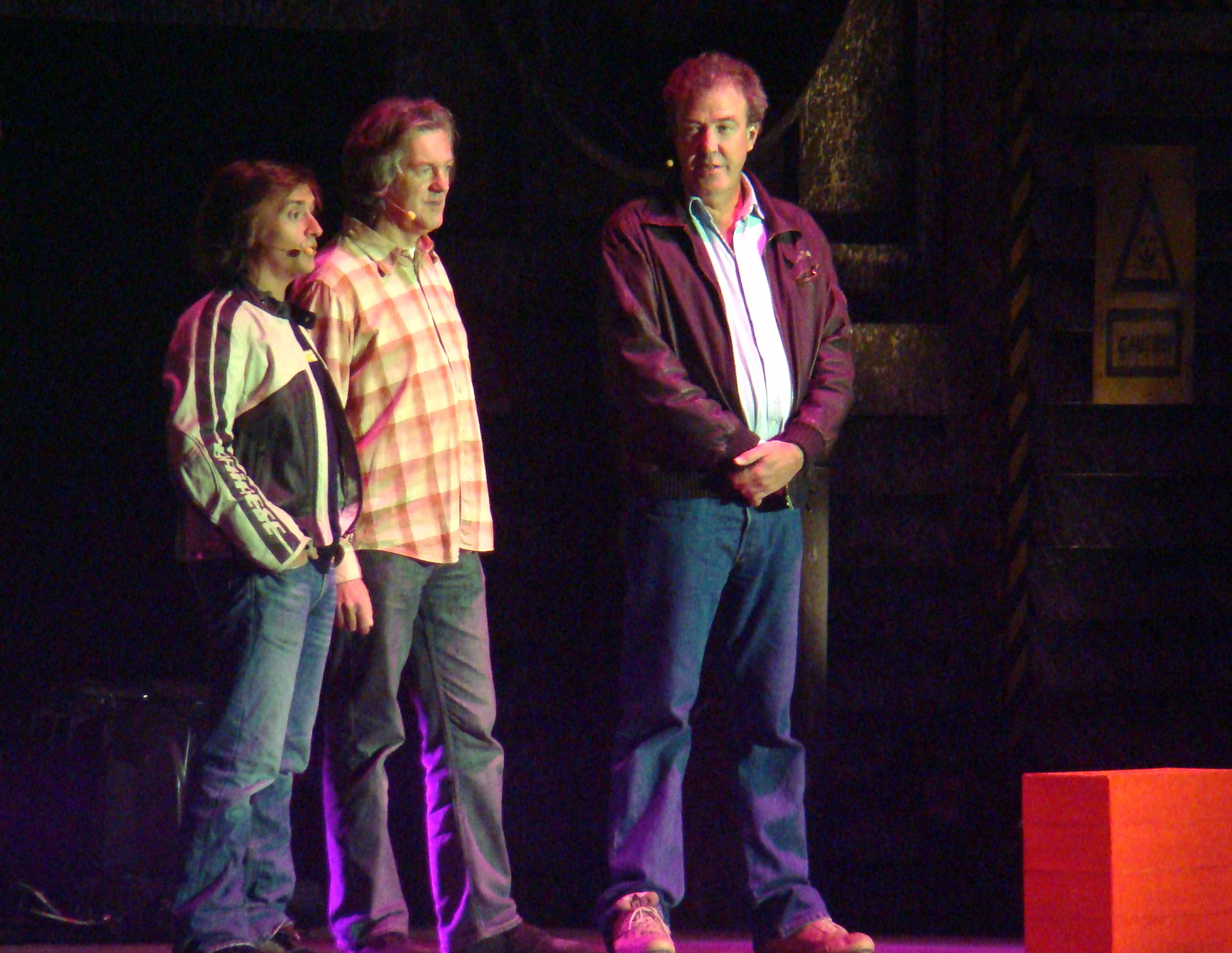
Los presentadores Richard Hammond, James May y Jeremy Clarkson.

El título del programa fue anunciado como The Grand Tour el 11 de mayo de 2016. El logo de la serie fue presentado por Clarkson en Twitter el 28 de junio de 2016.
Hubo especulaciones de que el programa podría llamarse Gear Knobs después de que una empresa asociada hiciera una solicitud de marca para ese nombre, pero Clarkson declaró en octubre de 2015 que este no sería el título. Explicó en abril de 2016 que la palabra "Gear" no podía usarse por razones legales.
El 8 de abril de 2016 se lanzó un corto tráiler en el que se retrata a Clarkson, Hammond y May en una lluvia de ideas para un nombre adecuado para la nueva serie, antes de finalizar con el hashtag #TheStillVeryMuchUntitledClarksonHammondMayAmazonPrimeShowComingAutumn2016.
Otro tráiler corto fue publicado por Clarkson en Facebook, una vez más retratando al trío tratando de conjurar un nombre adecuado. Pero esta vez, se distraen y olvidan por completo la tarea que tienen entre manos. Poco después, el tráiler fue lanzado en el canal de Amazon Video UK YouTube.

### Filmación
United Broadcast Facilities (UBF) en los Países Bajos ganó el contrato para los segmentos de la carpa de emisión exterior. Catorce micrófonos se utilizan para grabar la reacción de la audiencia (risa dentro de la carpa). La configuración de audio del estudio móvil utiliza mesas de mezclas Lawo conectadas a través de MADI para la mezcla de sonido en vivo, grabación e intercomunicadores de intercomunicación.
En julio de 2016, una vez terminada la filmación de The Grand Tour, un barco de motor offshore C-237 perteneciente a Sunus Racing fue detenido en la cuenca de San Marco y confiscado por la policía cerca de San Zaccaria, Venecia, por solo tener seguro durante el rodaje, y no después.

### Promoción

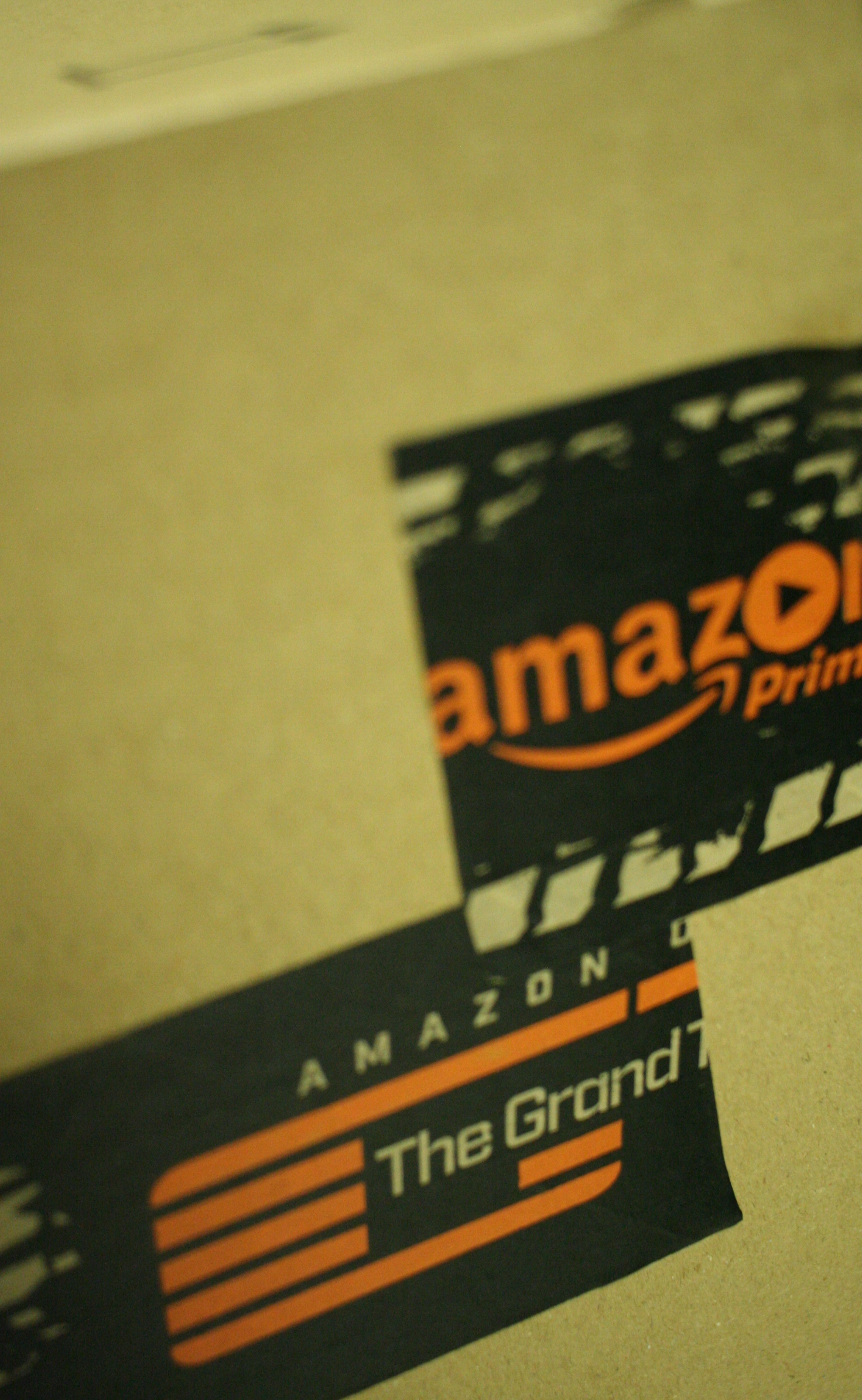
The Grand Tour cinta de paquetes utilizada para pedidos en noviembre de 2016

Tras el nombramiento público del programa, Amazon ofreció a los nuevos clientes un descuento de £20 para su primer año en Amazon Prime durante el 14-16 de mayo de 2016. Un tráiler que anunciaba la fecha de lanzamiento del programa el 18 de noviembre de 2016 fue publicado en el canal de YouTube del programa el 15 de septiembre de 2016. Se lanzó un segundo tráiler completo el 6 de octubre de 2016. Los tráileres han utilizado la música "Come with me Now" de Kongos.
Como parte de su campaña de mercadotecnia, Amazon colocó los autos Toyota Prius estrellados en Hackescher Markt en Berlín, frente a la estación de trenes King's Cross de Londres y en el Paseo de la Fama de Hollywood frente al Teatro Dolby en Los Ángeles.
Además Amazon ha estado envolviendo sus paquetes en una cinta característica promocionando la serie y dando fama, ya que recordamos que Amazon envia a diario más de paquetes a todo el mundo, como el propio James May dijo en una entrevista realizada por un canal de YouTube: "Básicamente si aún no has oído hablar de Grand Tour, debes vivir debajo de una piedra".

### Patrocinio
A mediados de 2016, DHL comenzó a patrocinar los costos de transporte de la carpa y el estudio móvil. En junio de 2016, en relación con el acuerdo de patrocinio, los presentadores habían subido videos de ellos mismos intentando armar las cajas de envío de la marca DHL. El primer episodio indicó que el Breitling Jet Team, DHL y Samsung habían dado "consideración promocional". Ocho de los aviones Breitling Jet participaron en los sobrevuelos de la secuencia de apertura. Para el episodio 2, la lista incluía 5.11 Tactical. Un Boeing 757 de DHL apareció en la secuencia de apertura del episodio 5, la carpa se encuentra en Róterdam, y el logotipo de DHL aparece en parte de la barrera de seguridad en el Eboladrome.

## Recepción
A partir de noviembre de 2016, el programa ha recibido críticas positivas de los críticos, con The Guardian diciendo "Jeremy Clarkson y compañía dejan la BBC en su polvo".
La periodista de Daily Express TV, Neela Debnath, comentó que el primer episodio "se parecía a una superproducción de Hollywood" y agregó que "[El Grand Tour es] básicamente Top Gear con esteroides". Sin embargo, el editor de BBC Arts, Will Gompertz, dijo de la apertura que "no hay ironía. Se siente incómodamente arrogante", pero una vez que los presentadores estuvieron en la carpa "el servicio normal se reanudó" y que "me pareció que Grand Tour es un programa de televisión que quiere ser, y posiblemente debería ser, una película. The Independent describió The Grand Tour como" lo mejor de Top Gear pero con un mayor presupuesto. TheWrap informó una estimación de Symphony Advanced Media que el conteo de espectadores de fin de semana de apertura para The Grand Tour era tres veces el tamaño del fin de semana de apertura de The Man in the High Castle.
El episodio 2 fue algo menos favorablemente recibido por fanáticos y críticos. The Telegraph escribió sobre el segmento de Jordan: "[...] un tedioso segmento de películas de acción sugirió que corrían el peligro de perder un poco de control y que la política de no intervención de Amazon hacia la producción tenía posibles desventajas". Radio Times dijo que "muchos de los espectadores estaban disgustados por decir lo menos, calificando el programa como aburrido y no gracioso".
Richard Hammond fue criticado por Stonewall, Peter Tatchell y Olly Alexander, entre otros, por un comentario que hizo en el episodio seis, en el que daba a entender que los hombres que comen helados son homosexuales. Más tarde se reveló que el comentario fue una broma para la audiencia finlandesa como una referencia a un controvertido comercial de televisión que se emitió en Finlandia.
The Grand Tour recibió una nominación en la categoría Original OTT Streaming en los 2017 Television and Radio Industries Club Awards.
Kevin Yeoman de Screen Rant, le dio al programa una crítica positiva y dijo que "los fanáticos pueden estar seguros de que Top Gear no se ha ido a ninguna parte, solo se esconde en Amazon bajo un nombre diferente". Sonia Saraiya de Variety también fue positiva en el programa, afirmando que "cuando se trata de los autos, The Grand Tour ofrece pornografía en miniatura... Clarkson, Hammond y el amor de May por la maquinaria... todavía está presente, puro y atractivo, incluso con el cambio de redes y formatos".
Por el contrario, en abril de 2017 Brad Anderson de CarScoops declaró que prefiere Top Gear a The Grand Tour. Según Anderson, Top Gear se había "vuelto aún mejor", mientras que el Grand Tour "parecía más guionado, menos natural y en etapas, forzado... la atención a menudo se desvió de los autos cuando los presentadores, es decir, Clarkson, parecían perseguir controversia y titulares". Anderson continúa diciendo que los segmentos en el estudio se volvieron repetitivos rápidamente, particularmente "Celebrity Brain Crash", y señaló que los tres presentadores parecen pasar demasiado tiempo aguijoneándose entre sí, y el piloto de pruebas Mike Skinner no ofrece comentarios que valgan la pena.

## Emisión
La red gratuita australiana Seven Network comenzó a transmitir la serie uno de The Grand Tour a mediados de octubre de 2017.
El canal francés RMC Découverte comenzó a emitir la primera serie con los episodios namibianos el 29 de noviembre de 2017.